# Leptochilus nigromontanus
Leptochilus nigromontanus är en stekelart som först beskrevs av Kostylev 1940.  Leptochilus nigromontanus ingår i släktet Leptochilus och familjen Eumenidae. Inga underarter finns listade i Catalogue of Life.